# Heodes
Heodes är ett släkte av fjärilar. Heodes ingår i familjen juvelvingar.

## Dottertaxa tillHeodes, i alfabetisk ordning[1]
- Heodes aetnea
- Heodes alba
- Heodes albescens
- Heodes alciphron
- Heodes alexandrae
- Heodes americana
- Heodes armeniaca
- Heodes athanagild
- Heodes aureomicans
- Heodes balcanicola
- Heodes banksi
- Heodes basinovopunctata
- Heodes bellieri
- Heodes bicentrojuncta
- Heodes bulvus
- Heodes burgundiae
- Heodes caeca
- Heodes caeruleopunctata
- Heodes caerulescens
- Heodes calabrus
- Heodes caucasica
- Heodes cecilia
- Heodes chairemon
- Heodes chrysorrhoa
- Heodes chryzon
- Heodes cissites
- Heodes citragordius
- Heodes citrina
- Heodes columbanus
- Heodes confluenstransversa
- Heodes constricta
- Heodes costipuncta
- Heodes cumanicus
- Heodes cuneifera
- Heodes cupreus
- Heodes deinareton
- Heodes delicata
- Heodes denisei
- Heodes diniensis
- Heodes elongata
- Heodes emarginata
- Heodes emilianus
- Heodes epidelion
- Heodes estonica
- Heodes evanescens
- Heodes fruginus
- Heodes galsnintha
- Heodes gaudeolus
- Heodes gerhardti
- Heodes gordius
- Heodes granadensis
- Heodes gravesi
- Heodes gravesica
- Heodes guttata
- Heodes helle
- Heodes heracleana
- Heodes herrichi
- Heodes hiere
- Heodes hipponoe
- Heodes hypophlaeas
- Heodes inalpinus
- Heodes infulvata
- Heodes insignis
- Heodes intermedia
- Heodes isokrates
- Heodes juvara
- Heodes lampetie
- Heodes lateradiata
- Heodes lunulata
- Heodes maculinita
- Heodes madytus
- Heodes magnifica
- Heodes mediomontana
- Heodes mediteranea
- Heodes midas
- Heodes miegii
- Heodes milena
- Heodes mirabilis
- Heodes montana
- Heodes morvandica
- Heodes multipunctata
- Heodes mutilata
- Heodes naryna
- Heodes neui
- Heodes nevadensis
- Heodes occidentalis
- Heodes ochsenfeldinus
- Heodes onka
- Heodes oranula
- Heodes osthelderi
- Heodes pallida
- Heodes parallela
- Heodes paucipuncta
- Heodes paupercula
- Heodes pelusiota
- Heodes phloeoides
- Heodes pleuripuncta
- Heodes pseudomiegi
- Heodes punctifera
- Heodes pyrenaeicola
- Heodes pyrenemontana
- Heodes pyronitens
- Heodes quadrilunulata
- Heodes quercii
- Heodes radiata
- Heodes rhaetica
- Heodes rhenana
- Heodes romanorum
- Heodes rondoui
- Heodes ruehli
- Heodes seriata
- Heodes sincera
- Heodes sinestraradiata
- Heodes subfasciata
- Heodes subintermedia
- Heodes subtusdiscoelongata
- Heodes subtusminuspunctata
- Heodes subtusrufomarginata
- Heodes suprabasielongata
- Heodes supracentroelongata
- Heodes theages
- Heodes tibetanus
- Heodes tripuncta
- Heodes ultragordius
- Heodes ultraseriata
- Heodes vera
- Heodes veronius
- Heodes viduata
- Heodes vigaureae
- Heodes villaceus
- Heodes violacea
- Heodes virganreola
- Heodes virgaureae
- Heodes virginalis
- Heodes voelschowi
- Heodes zermattensis